# Dolina ob spodnjem toku reke Avaš
Dolina ob spodnjem toku reke Avaš je paleoantropološko raziskovalno območje v severozahodnem kotu Gabi Rasu v regiji Afar ob reki Avaš v etiopski depresiji Afar. Je edinstven naravni laboratorij za preučevanje izvora in evolucije človeka, na tem mestu pa so našli številne fosile najzgodnejših homininov, zlasti avstralopitekov, pa tudi nekaj najstarejših znanih kamnitih artefaktov iz Olduvana – vsi pozni miocen, pliocen in zelo zgodnji pleistocenski čas, to je pred približno 5,6 milijoni let (Ma) do 2,5 mio let. Na splošno se domneva, da se je razhajanje linij najzgodnejših ljudi (homininov) in šimpanzov (hominidov) končalo blizu začetka tega časovnega obdobja ali nekje med sedmim in petim Ma. Vendar pa večja skupnost znanstvenikov ponuja več ocen za obdobja razhajanj, ki pomenijo večji razpon za ta dogodek, glej CHLCA: ločitev med človekom in šimpanzom.
Nedavna najdba Australopithecus anamensis je datirana pred približno 4,2 milijona let, kar ga loči le 200.000 let od prejšnjega fosila primitivnejšega Ardipithecus ramidus (pred 4,4 milijona let). Fosili avstralopitecus garhi so datirani v zelo zgodnji pleistocen ali 2,5 milijona let; fosili Homo erectusa v Bouri Formation na mestu (pri 1 milijonu let) in Homo sapiens idaltu (pred 160 tisočletji) so najdeni v srednjem in poznem pleistocenu. In ostanki v ognju žgane gline, ki so sporni dokazi o nadzorovani uporabi ognja, so prav tako najdene v tem poznejšem obdobju.
Sedimenti na mestu so bili prvotno odloženi v jezerih ali rekah, tam najdeni karbonati pa vsebujejo nizka razmerja izotopov ogljika. Te informacije kažejo, da je bilo okolje reke Avaš mokro v poznem miocenu in da je bilo to trenutno sušno območje takrat zasedeno z gozdnimi ali travnatimi gozdnimi habitati. Fosilni ostanki drugih vretenčarjev, najdeni s hominini, vključno s podgano, dodatno kažejo na takšno okolje. Regija je bila kraj periodičnega vulkanizma, ki je verjetno ustvaril različne ekološke regije, naseljene z različnimi vrstami vretenčarjev.
Pomembni fosili hominina, najdeni v dolini ob spodnjem toku reke Avaš, so:
- Ardipithecus kadabba
- Ardipithecus ramidus
- Australopithecus afarensis
- Australopithecus garhi
- Australopithecus anamensis
- Homo erectus
- Homo sapiens idaltu najden pri Herto Bouri